# Fuko Takahashi
Fuko Takahashi (jap. 高橋 風子, Takahashi Fuko; * 2. November 1998 in der Präfektur Osaka) ist eine japanische Fußballspielerin. Sie steht aktuell bei RB Leipzig unter Vertrag.

## Werdegang
Takahashi erhielt im Sommer 2016 einen Vertrag beim MSV Duisburg. Ab der Saison 2016/17 spielte sie für die zweite Mannschaft und bestritt bis zum Sommer 2019 insgesamt 49 Spiele für die Mannschaft in der Niederrheinliga.
Im Sommer 2018 erhielt Takahashi einen Platz in der ersten Mannschaft des Vereins in der Frauen-Bundesliga. Ihr einziges Saisonspiel bestritt sie am 28. Oktober 2018 gegen den SC Sand, wobei sie in der 70. Minute eingewechselt wurde.
Zur Saison 2019/20 wechselte Takahashi zum Regionalligisten RB Leipzig. Am 2. Spieltag der Saison 2019/20 gelang ihr gegen den FC Erzgebirge Aue ihr erstes Tor. Insgesamt bestritt sie bei RB Leipzig 13 Spiele und traf zweimal.